# Nurit Peled-Elhanan
Nurit Peled-Elhanan (Jerusalén, Israel 1949) es una filóloga, traductora, y activista pacifista, profesora universitaria israelí.

## Biografía
Nació en Jerusalén, hija de Mattiyahu Peled, intelectual, político y general retirado del ejército israelí que, después de la Guerra de los Seis Días, protestó contra la política de asentamientos y colonización del gobierno de Israel. Es también nieta de Avraham Katznelson, un destacado político sionista que fue uno de los signatarios de la Declaración de Independencia de Israel y defendía la creación de un Estado binacional, y hermana de Miko Peled, escritor y activista por la paz.
Nurit Peled-Elhanan se licenció en Literatura Comparada en la Universidad Hebrea de Jerusalén y actualmente es profesora de Educación del Lenguaje en la Universidad de Tel Aviv. Sus temas de estudio versan en torno al racismo en el sistema educativo israelí (libros de texto y aulas) dirigido, principalmente, contra los palestinos.

## Activismo
Después de perder a su hija de 14 años en un atentado suicida palestino el 4 de septiembre de 1997, fundó la Asociación de Familias israelíes y palestinas víctimas de la violencia. Se trata de una asociación que no discrimina entre la violencia de un grupo o de otro, sino que trata de aunar esfuerzos para conseguir la paz en los Territorios Palestinos Ocupados y en Israel. Nurit Peled-Elhanan culpó a la opresión israelí sobre los palestinos como causante indirecta de la muerte de su hija. Peled-Elhanan se ha manifestado siempre abiertamente en contra de la ocupación israelí en Cisjordania y Gaza.
En el año 2001 fue galardonada, junto al palestino Izzat Ghazzawi y el angoleño Dom Zacarías Kamwnho, con el Premio Sájarov por la Libertad de Conciencia, concedido por el Parlamento Europeo.
Forma parte del grupo impulsor del Tribunal Russell sobre Palestina, que se celebrará en el transcurso del año 2010 en distintas ciudades del mundo, las primeras sesiones tendrán lugar el mes de marzo en Barcelona. Comprometida con la defensa de los derechos de los palestinos, reclama apoyo para la campaña Boicot, Desinversiones y Sanciones (BDS) contra Israel hasta que este cumpla el Derecho internacional y respete los derechos de los palestinos.